# Kostel svaté Barbory (Olomouc)
Kostel svaté Barbory v Olomouci je římskokatolický chrám nacházející se na Selském náměstí v městské části Chválkovice.

## Historie
Na místě dnešního kostela stávala kaple sv. Urbana, původně spravovaná premonstráty z konventu na Hradisku. Kaple utrpěla velké škody během švédského vpádu do Olomouce za třicetileté války. Kolem roku 1667 byla rozšířena o chrámovou loď a byla nově zasvěcena svaté Barboře. Roku 1690 k ní byla přistavěna věž s typickým, tzv. „hanáckým zastřešením“. Roku 1853 získala budova nové klenutí a krátce nato se stala farním kostelem nově vzniklé samostatné farnosti.